# سبک موسیقی، رقص و جلوه ظاهری مایکل جکسون

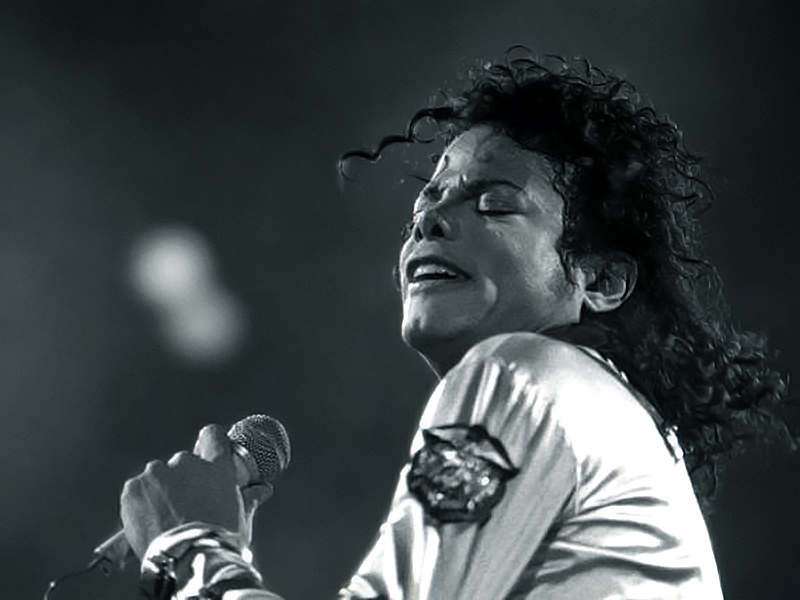
جکسون در سال ۱۹۸۸ و در تور رکورد شکن بد

مایکل جوزف جکسون، خواننده معروف و ترانه سرای پاپ به عنوان یکی از نوآوران و دگرگون کنندگان سبک موسیقی پاپ شناخته می‌شود، و این امر تا جایی پیش رفت که میان طرفدارانش با نام پادشاه پاپ(King Of Pop) معروف شد.

## پیشگفتار
استیو هوآی، از آل‌میوزیک، بیان می‌کند که توانایی و استعدادهای فراوان جکسون، او را قادر به تجربهٔ سوژه‌ها و سبک‌های گوناگونی از موسیقی، در طول دوران کاری خود کرده‌است. به عنوان یک موسیقی‌دان، او از سبک رقص و تصنیف شرکت موتاون رکوردز، به سبک نیو جک سوینگ با مایه‌های تکنو استفاده کرده و بعد به ترکیب تمام این‌ها با ریتم‌های فانک و گیتار هارد راک پرداخته‌است.

## سبک موسیقی
برخلاف بسیاری از هنرمندان، جکسون آهنگ‌های خود را روی کاغذ نمی‌نوشت. بلکه آن‌ها را توسط یک دستگاه ضبط صوت دیکته می‌کرد. هنگام ضبط، او آهنگ را از حفظ می‌خواند. تعدادی از منتقدان بیان کرده‌اند که آلبوم غیر معمول، ترکیبی از تصنیف‌های فانک، دیسکو، سول، راک ملایم، جاز و پاپ است.
طبق نظر هوآی، آلبوم تریلر نقاط قوت آلبوم غیر معمول را قوی‌تر و خالص‌تر کرد چون در آلبوم تریلر قطعات رقص و راک جسارت آمیزترند در حالی که ملودی‌های پاپ و تصنیف‌ها، ملایم‌تر و روح انگیزتر هستند.
در سال ۱۹۸۵، جکسون آهنگ حماسی «ما دنیاییم» را برای اهداف خیرخواهانه نوشت. موضوعات بشردوستانه بعدها جزء هستهٔ مرکزی زندگی و موسیقی او شدند.
استفن ارلوین از ال موزیک، اظهار می‌کند که، آلبوم خطرناک جکسون را به صورت یک فرد کاملاً متناقض نشان می‌دهد. او توضیح می‌دهد که، این آلبوم متفاوت‌تر و متنوع‌تر از آلبوم قبلی او، بد است. به‌طوری که، مخاطب حرفه‌ای را مورد توجه قرار می‌دهد، اما با قطعات حماسی نظیر «دنیا را التیام بده» برای مخاطب سطح متوسط نیز جذاب است. قسمت اول آلبوم، به سبک نیو جک سوینگ پرداخته‌است.
در این آلبوم، جکسون برای اولین بار ناهنجاری‌های اجتماعی را جزء موضوعات اصلی موسیقی خود قرار می‌دهد. برای مثال در آهنگ «چرا می‌خوای دربارهٔ من وهم بسازی» علیه گرسنگی جهانی، ایدز، بی‌خانمانی، سوء استفاده از داروها و مواد مخدر اعتراض می‌کند. آلبوم خطرناک حاوی تلاش‌هایی دربارهٔ بیان تمایلات جنسی، مثل آهنگ «در پستو» است. آهنگ رمانتیکی دربارهٔ میل و انکار، ریسک و خوددار بودن، زهد و رابطه و خلوت و افشاء.
قطعهٔ همنام با عنوان آلبوم، یعنی آهنگ «خطرناک» ادامه‌ای‌است بر موضوع عاشق طعمه جو و میل مفرط.
قسمت دوم آلبوم شامل آهنگ‌هایی حماسی به سبک پاپ ـ گوسپل است.
در این آلبوم، جکسون سرانجام لب به سخن دربارهٔ برخی دل‌مشغولی‌ها و نگرانی‌های شخصی‌اش بازمی‌کند. در تصنیف «خیلی زود رفت»، جکسون به دوستش رایان وایت، و افرادی که بر اثر بداقبالی مبتلا به بیماری ایدز شده‌اند، ادای احترام می‌نماید.
آلبوم تاریخ (۱۹۹۵)، فضایی از وهم و سوء ظن را در خود دارد. این آلبوم، بر روی سختی‌ها و جنجال‌های علنی که جکسون قبل از تولید این آلبوم درگیرشان شد، تمرکز می‌کند. در برخی از آهنگ‌ها جکسون آثار تلافی جویانه‌ای، علیه بی‌عدالتی و انزوایی‌ای که احساس می‌کند، می‌سازد و بیشتر خشمش را به سوی رسانه‌ها نشانه می‌گیرد. برای مثال در تصنیف «غریبه‌ای در مسکو»، جکسون غم خود را به خاطر «سقوط از شوکت» ابراز می‌کند. در قطعهٔ «دی. اس.»، جکسون یک حملهٔ لفظی علیه تام اسندون (کسی که در سال ۱۹۹۳ حکم بازرسی بدن برهنهٔ جکسون را گرفت) آغاز کرد. او اسندون را به عنوان یک ضداجتماعِ سفیدپرست که می‌خواهد جکسون را به چنگ بیاره، زنده یا مرده توصیف می‌کند. اسندون در مورد آهنگ گفت: «من بهش افتخار ندادم آهنگشو بشنوم، اما بهم گفته شده که آهنگ با صدای شلیک گلوله تموم می‌شه».
جکسون در آلبوم آلبوم شکست‌ناپذیر (۲۰۰۱) از قطعات سول مدرنی مثل «گریه» و «بچه‌های گمشده» و تصنیف‌هایی مثل «بی‌کلام»، «فرار از سپیده‌دم»، «پروانه‌ها» و قطعاتی که ترکیبی از سبک‌های هیپ هاپ، پاپ و رپ، مانند «قلب‌شکن»، «تسخیرناپذیر» و «۲۰۰۰ وات» تشکیل شده‌است.

## سبک آوازیی
جکسون از زمان کودکی می‌خوانده و در طی زمان، صدا و سبک آوازی او به‌طور چشمگیری تغییر کرد. بین سال‌ها ۱۹۷۱ و ۱۹۷۵ صدای جکسون به آرامی از آواز سوپِرانوی یک پسر بچه، به تِنور بالایی تغییر کرد. در میانهٔ دههٔ هفتاد، او یک سبک خواندن «سکسکه آوازی» اختیار کرد.
هدف سکسکه (چیزی شبیه به فروکشیدن هوا یا نفس نفس زدن) کمک به انتقال یک احساس خاص همانند هیجان، غم یا ترس بود. او برای اولین بار از این سبک در آهنگ «بدنتو تکون بده (برو پایین)» استفاده کرد.
با از راه رسیدن آلبوم غیر معمول (۱۹۷۹)، توانایی‌های جکسون به عنوان یک آواز خوان به خوبی مورد توجه قرار گرفت. مجلهٔ آل میوزیک او را یک «آواز خوان با استعدادهای کور‌کننده» توصیف کرد. در همان زمان مجلهٔ رولینگ استون آوازهای او را با آوازهای «نفس نفس و گسستگی‌های کلامی‌رویایی» استیوی واندر مقایسه نمود. نتیجهٔ تجزیه و تحلیل آن‌ها این بود: «آواز تِنور و سبک نرم و محکم جکسون به‌طور غیرعادی زیباست و به نرمی در کالبد یک فالستوی (صدای بسیار زیر مردانه) حیرت انگیز می‌لغزد که خیلی جسورانه به کار برده می‌شود».
در سال ۱۹۸۲ آلبوم تریلر منتشر شد. رولینگ استون بر این باور بود که جکسون دیگر «با یک صدای کاملاً بالغ» می‌خواند که «رنگ ملایمی از غم دارد». انتشار آلبوم بــد در سال ۱۹۸۷، نمایانگر آوازهای سولوی (تک‌خوانی) خشن و جسورانه و تُن‌های نرم‌تری در هم‌خوانی‌ها است. یک لغزش تلفظی ویژه، مکرراً با نکته سنجی توسط جکسون به کار برده می‌شد، که بسته به موقعیت، واژهٔ «Come On» (به فارسی: بیا) را «cha'mone» یا "shamone" تلفظ می‌کرد. این مورد نیز جزء نکاتی‌است که هنگام تقلید هنرمندان دیگر از او، به آن تأکید می‌کنند.
ورود به دههٔ نود مصادف با انتشار آلبومی متناقض و درون گرا به نام خطرناک بود. در این آلبوم، جکسون از آوازهایش برای قدرت دادن به سبک‌ها و سوژه‌هایی استفاده کرد که قبلاً شکل گرفته بودند. روزنامهٔ نیویورک تایمز اشاره می‌کند که در برخی قطعات او هوا را برای نفس کشیدن می‌بلعد، صدایش با شوری مُرَدَد به لرزش درمی‌دارد، یا در حد زمزمه‌ای تهدید آمیز، که از لابه‌لای دندان‌های کلید شده‌اش هیس می‌کند، پایین می‌افتد. او «تُن ترحم برانگیزی» دارد. هنگام خواندن دربارهٔ برادری، خدا، انسانیت یا خودباوری، او دوباره تُن صدایش «نرم» می‌شود. در سال ۱۹۹۳، جکسون برای اولین بار در مصاحبه با اپرا وینفری نشان داد که چگونه از دهان و حنجره‌اش به عنوان ساز موسیقی (جعبهٔ ریتم) استفاده و بدین وسیله آهنگ‌ها را پایه‌گذاری می‌کند. او ابتدای ترانهٔ «او کیست» را با دهانش اجرا کرد.
رولینگ استون هنگام تفسیر آلبوم شکست‌ناپذیر، بر این باور بود که جکسون در سن ۴۳ سالگی، همچنان می‌تواند «قطعات اعلای آوازی و ریتم‌دار و هارمونی‌های آوازی مواج» بسازد. روزنامه‌نگار و زندگی‌نامه‌نویس، نلسون جرج صدای جکسون را این‌طور معرفی می‌کند: «موزون و گیرا، جسور و ستیزه‌جو، غرنده، پسرانه، فالستو (صدای بسیار زیر مردانه) و نرم و روان، که ترکیب این اِلِمِنت‌ها او را به یک آوازخوان بزرگ تبدیل کرده‌است».
بعد از مرگ مایکل جکسون، تدی رایلی، تهیه‌کنندهٔ برخی از آلبوم‌های مایکل، دلیل صحبت کردن مایکل با صدای زیر (با ارتفاع زیاد و شبیه به صدای کودکان و زنان) را به دلیل نگه‌داشتن صدای مشهور فالستویش (صدای بسیار زیر مردانه) برای آواز خواندن بیان کرد. رایلی می‌گوید که برخلاف باورهای مردم، صدای مایکل بَم بود.

## مد
فیلیپ بلاچ گفته‌است: 
مایکل جکسون تحت تأثیر مد قرار نگرفت بلکه مد تحت تأثیر او قرار گرفت.
از همان اوایل جکسون با پوشیدن بلوزهای حاشیه دوزی شده، کفش‌های پاشنه بلند و شلوارهای دمپاگشاد و با کلاهی مخصوص، به عنوان فردی با سبک پوششی کاملاً بی‌همتا توصیف می‌شده‌است. در طول دورهٔ آلبوم غیر معمول او سبکش را با پوشیدن کت‌های تاکسیدو، شلوارهایی که از بالا به پایین تنگ تر می‌شد، جوراب‌های سفید کلفت و درخشان و کفش‌های خیابانی سیاه براق که فوراً بیننده را متوجهٔ ظاهری کلاسیک می‌کرد، تغییر داد. ورود سبک ساختار شکنانهٔ او در طول دورهٔ آلبوم تریلر جکسون را به یک الگوی برجستهٔ مد تبدیل کرد. کت قرمز رنگ موزیک ویدیوی تریلر مایکل جکسون و بزن به چاک، عینک‌های آفتابی خلبانی، شلوارهای دارای خط ارتشی در قسمت بیرونی آن، کت‌های نظامی، موهای فر، شلوار کوتاه با جوراب‌های سفید درخشان، کت اسطوره‌ای بیلی جین، کلاه فدورای سیاه و معروف‌تر از همه دستکش سفید درخشانی که اولین بار در مراسم ویژهٔ موتاون به دست کرد، از جمله پوشش‌هایی هستند که جکسون در موزیک ویدئوها، مراسم اهدای جوایز و اجراهای زنده از آن‌ها استفاده می‌کرد.
در اواخر دههٔ ۸۰ و اواسط دههٔ ۹۰، جکسون شروع به پوشیدن پوشش‌های نمادین الهام گرفته از لباس‌های نظامی و بازوبندهای نمادین و همچنین انگشت‌های چسپ‌زده کرد. او از این پوشش‌ها در تور کنسرت‌های جهانی خطرناک و تاریخ استفاده کرد. در اواسط و اواخر دههٔ ۹۰، جکسون ظاهر ملایم‌تری داشت، که بیشتر شامل پیراهن‌های سبک شناور در هوا و در موقعیت‌های انگشت شماری حتی با سینه‌ای بدون پوشش بود. با این وجود او هنوز هم گاهی پوشش‌هایی با سبک نظامی به تن می‌کرد. در طول حضور در دادگاه‌ها او با ماسک‌های طبی و چتر دیده می‌شد. در دادگاه ۲۰۰۵ او توسط مفسران دادگاه و رسانه‌ها که احساس می‌کردند پوشش او مناسب دادگاه نیست مورد انتقاد قرار گرفت. مری فولجینیتی جنو بازرس فدرال سابق که در حال حاضر یک وکیل مدافع جنایی‌است، جکسون را آماده برای «جهشی انفجاری به مون‌واک» توصیف کرد.
سبک مد خلاقانهٔ جکسون تأثیر بسیار گسترده‌ای بر روی نسل جوان گذاشته‌است. او به عنوان شخصی دارای سبکی ابداعی شناخته می‌شود که مدگزاران امروزی بی‌شماری از جمله آشر، کریس براون، بیانسه، ریانا، جاستین بیبر، ویل. آی. ام، کانیه وست، ایکان و بسیاری دیگر را تحت تأثیر گذاشته‌است. سبک او برای سه دهه‌است که همچنان در حال خط دادن به سبک‌های آینده‌است. در ۲۹ نوامبر ۲۰۰۹ دستکش سفید نمادین او به مبلغ ۳۵۰،۰۰۰ دلار (۴۲۰ هزار دلار به علاوهٔ مالیات) در یک حراجی توسط یک تاجر چینی خریداری شد.